# Tranvia Vicenza-Valdagno-Recoaro Terme/Chiampo
La tranvia Vicenza–Valdagno-Recoaro Terme, con la sua diramazione Montecchio-Arzignano-Chiampo, fu inaugurata nel 1880 e rappresentò nei decenni successivi un importante supporto al nascente comparto industriale della provincia, basato sulla lavorazione dei filati.
Elettrificati nel 1929 e passati attraverso diverse società di gestione, gli impianti subirono un progressivo ridimensionamento nella seconda parte del XX secolo, fino alla definitiva soppressione avvenuta nel 1980.

## Storia

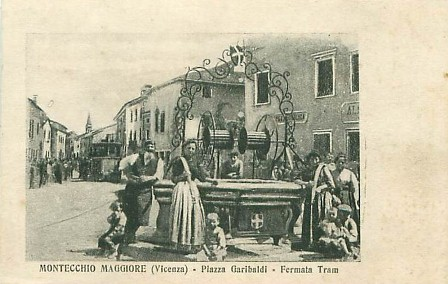
Montecchio Maggiore in una cartolina d'epoca

### La costruzione e l'epoca del vapore
La nuova tranvia venne concessa alla società britannica The Province of Vicenza Steam Tramway Company Limited, costituitasi a Londra il 28 maggio 1879 con il supporto di Gaetano Marzotto, noto imprenditore tessile della zona e direttore dell'omonimo lanificio di Valdagno e abilitata ad operare nel Regno in virtù del regio decreto n. MMCCCCXLIX.
La linea da Vicenza a Valdagno era stata progettata dagli ingegneri Ignazio Aversani e Pompeo Marini come parte di una rete che prevedeva anche una diramazione lungo la valle del Chiampo; la stessa venne aperta, dopo svariati rinvii dovuti al maltempo e a problemi tecnici, il 2 agosto 1880, consentendo di servire la miniera di carbon fossile situata in località Pulli e l'abitato di Arzignano, lungo la diramazione da Montecchio lunga 11 km. Contestualmente alla Vicenza-Valdagno fu inaugurata altresì la diramazione per Arzignano; il servizio subì peraltro inizialmente problemi dovuti al cattivo funzionamento delle locomotive. Il 18 ottobre 1903 fu inaugurato il prolungamento da Arzignano a Chiampo.
Nel 1907, grazie ai capitali della Banca Popolare di Vicenza e degli istituti di credito della provincia, venne costituita una nuova società di esercizio, la Società Tramvie Vicentine (STV), con un capitale di lire 900.000, la quale subentrò di lì a poco alla società inglese, rilevandone le azioni per lire 1.380.000.
Nel medesimo anno l'ingegner Francesco Dani presentò il progetto per la sistemazione della strada per Recoaro Terme, nella previsione di realizzare il prolungamento della linea: il 27 luglio il Comune di Valdagno deliberò lo stanziamento di lire 5.000 per la sistemazione della strada e il 2 marzo 1908 iniziarono i lavori, conclusisi nei primi mesi del 1909. L'11 giugno 1909 venne dunque ottenuta la concessione governativa da parte del Ministero dei Lavori Pubblici per la realizzazione del proseguimento della linea tramviaria fino alla frazione Molini di Sotto, inaugurata il 18 luglio 1909.
A causa dell'elevata pendenza, il centro della città rimase collegato da un servizio di carrozze a cavalli fino al 18 luglio 1910, quando l'acquisto di locomotive più potenti consentì di ultimare la linea tramviaria fino al centro di Recoaro Terme, cittadina che viveva ai tempi un significativo rilancio del turismo termale e che arrivò a disporre di un'elegante stazione di testa con copertura metallica.
L'espansione della rete proseguiva rapidamente: nello stesso 1910 fu aperta all'esercizio la tranvia Vicenza-Bassano del Grappa, passante per Sandrigo e Marostica, mentre l'anno successivo riaprì la tranvia Vicenza-Noventa-Montagnana, inaugurata nel 1887 dalla Società Veneta con lo scartamento di 950 mm e ricostruita dalla STV a scartamento ordinario con lievi modifiche di tracciato.
Durante la prima guerra mondiale la rete della STV fu impiegata per il trasporto delle truppe sui fronti del Grappa e del Pasubio, tanto da portare la società nel 1916 ad ampliare la stazione di Vicenza. La società ricevette per lo sforzo bellico ripetuti elogi da parte delle autorità militari, ma la difficile situazione la penalizzò pesantemente: con sentenza 8 febbraio 1916, n. 42, il tribunale di Vicenza dichiarò il fallimento della Società Tramvie Vicentine, che proseguì tuttavia l'esercizio.

### Il servizio a trazione elettrica

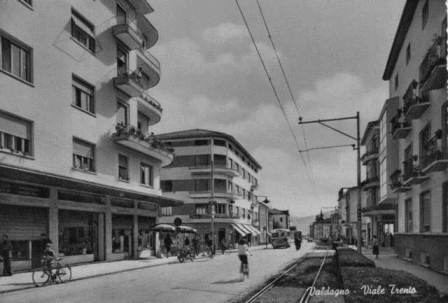
Il binario tranviario a Valdagno

Con Regio Decreto nº 600 del 26 gennaio 1928 fu concesso alla STV di attuare l'elettrificazione degli impianti; con il regio decreto n. 1818 del 7 luglio 1927 era stato nel frattempo approvato il progetto per la sistemazione della stazione di Vicenza delle tramvie vicentine presentato il 4 aprile dalla STV, che prevedeva la sistemazione della stessa in conseguenza dell'elettrificazione della linea Vicenza-Recoaro e della diramazione San Vitale-Chiampo, nonché della costruzione di una progettata nuova linea che avrebbe dovuto congiungere Vicenza con Malo.
I relativi lavori furono avviati lo stesso anno sull'intera Vicenza-Arzignano/Valdagno-Recoaro e compresero anche la sostituzione del binario e la realizzazione di alcune modifiche di tracciato. Contestualmente, le stazioni di San Vitale,
Trissino, Castelgomberto e Cornedo Vicentino furono ampliate, mentre vennero ricostruite quelle di Vicenza e Valdagno. Per l'alimentazione della rete furono costruite due sottostazioni di alimentazione, ubicate a Vicenza e a Valdagno, che erogavano la corrente continua a 3.000 V, valore inconsueto per una tranvia extraurbana e assimilava le linee STV, da questo punto di vista, alle normali ferrovie.
Dopo alcune corse di prova, la prima delle quali si svolse il 16 marzo 1929, il nuovo servizio a trazione elettrica fu inaugurato il 26 maggio 1929 alla presenza del ministro delle Finanze Antonio Mosconi, che nel 1936 sarebbe stato nominato presidente della STV.
Nel 1944 la stazione tranviaria di Vicenza fu distrutta a seguito di un bombardamento, così come parte del materiale rotabile. Terminato il conflitto la stazione fu ricostruita a cura della Ferrovie e Tramvie Vicentine (FTV) Spa, subentrata nel 1951 alla STV dopo il tracollo finanziario di quest'ultima.
La rete, frattanto, vedeva l'impiego di 5,5 agenti per chilometro; il corrispondente ricavo risultava, per la linea di Recoaro e Chiampo di lire 2.870.241, per la Vicenza-Bassano di lire 683.313 e per la Vicenza Montagnana di lire 625.526; i coefficienti di esercizio risultavano pari rispettivamente a 0,82, 1,31 e 1,37.
Una nuova e più funzionale stazione fu inaugurata a Vicenza nel 1956, atto che rappresentò il canto del cigno della rete veneta: il tracollo finanziario della FTV, unito al rapido diffondersi del trasporto su gomma e ad una politica allora non favorevole ai sistemi di trasporto a impianto fisso, portò alla progressiva chiusura della rete: nel 1961 toccò al tratto Valdagno-Recoaro, chiusa il 15 maggio con l'eccezione della breve tratta merci di 2,14 km Valdagno-Maglio di Sopra, e alla diramazione San Vitale-Chiampo, chiusa nel 1967.

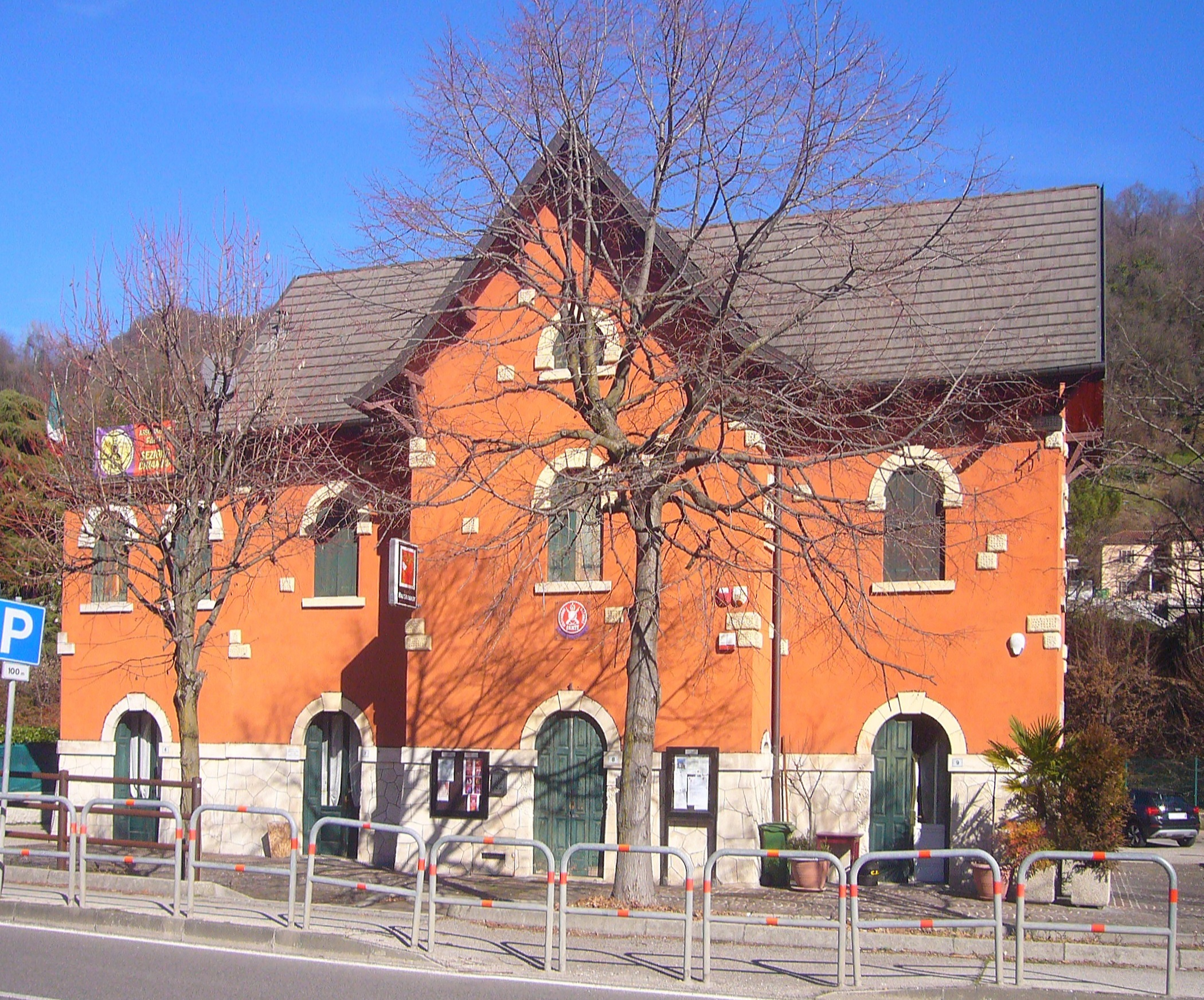
L'ex stazione di Chiampo fotografata nel 2024

L'orientamento espresso a maggioranza dal consiglio provinciale di Vicenza il 28 settembre 1980 verso la sostituzione con autoservizi dell'intera rete FTV portò a rendere definitiva la sospensione del servizio avvenuta in tale anno: il servizio sul tratto Vicenza-Valdagno fu definitivamente soppresso il 15 maggio e sostituito dalle autolinee Vicenza-Valdagno-Recoaro Terme e Vicenza-Arzignano-Chiampo.

## Caratteristiche
La linea era una tranvia a binario semplice, armata con binario a scartamento ordinario ed elettrificata a 3000 volt in corrente continua.
La direzione movimento era affidata ad un Dirigente unico, che aveva sede presso la stazione tranviaria di Vicenza, ed agli assistenti movimento delle varie stazioni e fermate.
Secondo l'atto di concessione stipulato con gli ingegneri Marini ed Avesani, il binario tranviario seguiva il tracciato delle strade provinciali, la cui sistemazione era a carico della Provincia, risultando non inferiore a 7 metri fuori dai centri abitati e con una pendenza massima del 35 per mille.

### Percorso
|  | Unknown route-map component "uexKBHFa" |

|  | Unknown route-map component "uexHST" |

|  | Unknown route-map component "uexBHF" |

|  | Unknown route-map component "uexHST" |

|  | Unknown route-map component "uexDST" |

|  | Unknown route-map component "uexBHF" |

|  | Unknown route-map component "uexHST" |

|  | Unknown route-map component "uexHST" |

|  | Unknown route-map component "uexhKRZWae" |

|  | Unknown route-map component "uexHST" |

|  | Unknown route-map component "uexBHF" |

|  | Unknown route-map component "uexHST" |

|  | Unknown route-map component "uexHST" |

|  | Unknown route-map component "uexBHF" |

|  | Unknown route-map component "uexBHF" |

| Unknown route-map component "uexKBHFa" |  | Unused straight waterway |  |  |

| Unknown route-map component "uexHST" |  | Unused straight waterway |  |  |

| Unknown route-map component "uexBHF" |  | Unused straight waterway |  |  |

| Unused straight waterway |  | Unknown route-map component "uexHST" |  |  |

| Unknown route-map component "uexHST" |  | Unused straight waterway |  |  |

| Unknown route-map component "uexSTRl" | Unused transverse waterway | Unknown route-map component "uexABZg+r" |  |  |

|  | Unknown route-map component "uexBHF" |

| 14 |
| 0  |

|  | Unknown route-map component "uexBHF" |

|  | Unknown route-map component "uexHST" |

|  | Unknown route-map component "uexHST" |

| Unknown route-map component "CONTr+f" | Unused straight waterway |  |

| Station on track | Unknown route-map component "uexBHF" |  |

| Straight track | Unknown route-map component "uexHST" |  |

| Straight track | Unknown route-map component "uexBHF" |  |

| Station on track | Unknown route-map component "uexBHF" |  |

| Unknown route-map component "CONTr+g" | Unused straight waterway |  |

|  | Unused urban continuation forward |

La linea aveva origine nella stazione tranviaria di Vicenza, attigua a quella ferroviaria, che sorgeva su un'area compresa tra viale S.S. Felice e Fortunato e Campo Marzo.
Fiancheggiando la strada poi denominata viale Verona, attraversava il borgo di San Lazzaro in un tratto in cui affiancava, dopo averlo intersecato, il binario a scartamento metrico della rete tranviaria urbana e correndo poi in sede propria parallelamente alla ferrovia Milano–Venezia fino alla fermata di Ponte Alto; da qui veniva impegnata, sul margine sinistro, la strada statale 11 Padana Superiore fino alla stazione di Tavernelle, raccordata con la stazione ferroviaria di Altavilla e che disponeva di un fascio di binari per la presa e consegna dei carri ferroviari. Da qui la tranvia si portava sulla destra fino ad Alte Ceccato, dove una curva in sede propria piegava verso nord, lungo la provinciale Valdagnese lungo la valle del Guà, fino a raggiungere Montecchio Maggiore
La linea serviva Montecchio con tre fermate: una nella centrale piazza Garibaldi (stazione San Pietro), la seconda in prossimità del Duomo di San Vitale (stazione Duomo) e la terza, superata la strada statale 246 di Recoaro in località Valle in via Bivio San Vitale (da cui il nome di Stazione di San Vitale). Dalla stazione di San Vitale, fino al 1967 originavano le corse per Arzignano e Chiampo attraversando i ponti sulla Poscola e sul Guà tra Montecchio ed Arzignano.

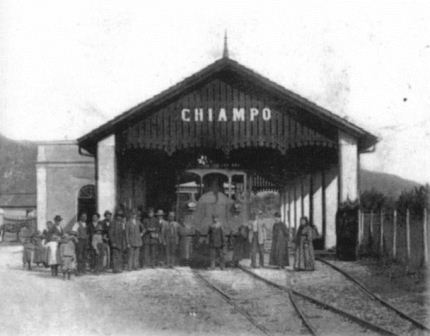
Stazione di Chiampo nel 1890

Da qui il binario risaliva fino a Valdagno in parte su sede propria e in parte affiancata alla strada statale 246 di Recoaro, lungo la valle dell'Agno, attraversando i centri di Ghisa, Trissino, Castelgomberto, Cereda e Cornedo, giungendo infine a Valdagno, nei cui pressi il fiume veniva superato con un ponte in ferro affiancato a quello della SS 246.
Dopo la fermata di Valdagno Ponte dei Nori la linea correva lungo il centro cittadino di Valdagno affiancandosi a marciapiedi ed edifici. La stazione di Valdagno comprendeva, oltre al fabbricato viaggiatori, una rimessa ferroviaria e il raccordo con gli stabilimenti Marzotto, ampliato nel 1885 allo scopo di raggiungere anche lo stabilimento della manifattura Lane Gaetano Marzotto & Figli di Maglio di Sopra.
Superata la stazione di Tavernelle FTV tutti gli attraversamenti delle strade (compresa la SS 11 e la SS 246) erano realizzati tramite passaggi a livello senza barriere. I principali erano dotati di segnalatore luminoso, altri semplicemente indicati con croce di Sant'Andrea.
Tra l'impianto di Valdagno Stazione e la fermata di Valdagno Maglio di Sopra si trovavano il già citato raccordo Marzotto e quello per lo stabilimento Valdol, attivo fino al 1979.
Dal 1961 la fermata di Valdagno Maglio di Sopra fu adibita al solo servizio merci.
Oltre Valdagno la tranvia seguiva il percorso della strada provinciale 246, fino a Recoaro Terme.
L'intero percorso Vicenza-Valdagno negli ultimi tempi di esercizio richiedeva una percorrenza di circa un'ora, con problemi di interferenza da parte del traffico pesante lungo la sede promiscua sulla strada statale 11. La velocità commerciale risultava di 30–32 km/h, anche per le cattive condizioni dell'armamento da 36 kg/m e nonostante le rettifiche realizzate nel corso degli anni con tratti in sede propria. I treni delle "vicentine" si caratterizzavano per il curioso fischio a più toni e registrarono fino alla fine un notevole traffico pendolare per presenza di scuole e industrie sia a Valdagno che a Noventa, così come il traffico locale fra le stazioni intermedie in virtù della loro elevata frequenza. Le elettromotrici della linea per Valdagno, ultima tranvia italiana in cui era ammesso servizio cumulativo con le FS, risultavano in buone condizioni di manutenzione fino all'ultimo. Le stazioni di Montecchio San Vitale e Valdagno erano attrezzate come moderni punti di interscambio con gli autoservizi.

## Materiale rotabile

### Locomotive a vapore

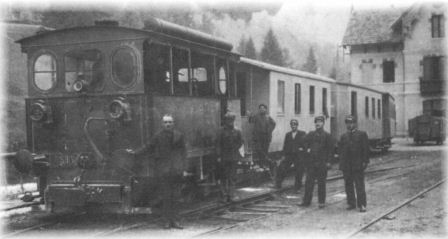
Tram a Recoaro nel 1904

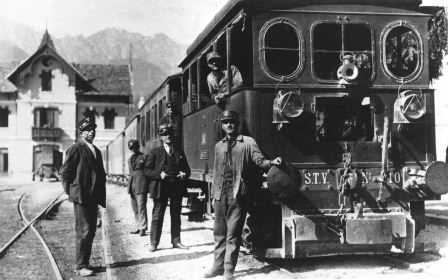
Tram Vicenza-Recoaro nel 1910

Poche testimonianze rimangono dell'epoca in cui l'esercizio era affidato alla The Province of Vicenza Steam Tramway Company Limited e alla Società Tramvie Vicentine. Il parco locomotive a vapore, inizialmente costituito da 6 locomotive di origine britannica, fu rapidamente incrementato a 10 unità a 2 e a 3 assi, di differenti costruzione e caratteristiche.
A tali macchine si aggiunsero in seguito ulteriori locomotive di costruttori diversi, fra cui la Borsig per l'esemplare a 3 assi da 60 kW n.11, che prestarono servizio anche sulle altre linee sociali STV/FTV portando il parco a raggiungere la consistenza di 39 unità.
Per la linea Vicenza-Noventa-Montagnana, ricostruita a scartamento ordinario nel 1911, erano disponibili 3 locomotive tranviarie Henschel a 3 assi numerate 24-26.
Intorno al 1920 un'unità cabinata a 3 assi di costruzione Krauss a suo tempo acquisita dalla società Tranvie Provinciali Napoletane venne ceduta alla Tramvia Pisa Pontedera Calci (PPC) che eserciva le linee per Pontedera e Marina di Pisa.
Fra le locomotive provenienti da altre reti figurava la San Donato, una Borsig del 1909 a 3 assi (n. di costruzione 7375) acquisita negli anni trenta dalla soppressa rete delle Tramways a Vapore Interprovinciali di Milano, Bergamo e Cremona (TIP).

### Elettromotrici e locomotive
Per il servizio a trazione elettrica, la STV ordinò all'Officina Meccanica della Stanga (OMS) 9 elettromotrici e 10 rimorchiate a carrelli contraddistinte da una caratteristica cassa a doghe in legno. Si trattava di unità costruite nel 1928/29 dotate di azionamenti elettrici TIBB con 4 motori da 110 kW, con massa a vuoto di 42,3 t e lunghezza di 17,1 m. La velocità massima era di 65 km/h, peraltro mai sviluppata a causa del limite a 60 km/h lungo la linea. I posti a sedere totali erano 45, di cui 6 di prima classe.
Ad esse si aggiungevano 3 locomotive elettriche dei medesimi costruttori per la trazione dei convogli merci; classificate DE 031-033, tali unità erano dotate di motori analoghi a quelli delle elettromotrici, erano lunghe 12,48 m e pesavano a vuoto 42,4 t. L'unità 031 fu demolita nel 1973.
Alcune delle elettromotrici, così come qualche rimorchiata, furono cedute alla LFI di Arezzo, che allora gestiva direttamente le linee per Stia e Sinalunga; a causa delle vicende societarie che portarono al provvisorio commissariamento della stessa, tuttavia, non tutti i rotabili giunsero effettivamente in Toscana; per altre unità è stato tentato un riutilizzo a fini museali.
Alle officine sociali LFI di Arezzo Pescaiola giunsero dunque le elettromotrici 006 e 009, trasferite ad Arezzo Pescaiola nel 1982 ove, permanentemente accoppiate fra loro, furono riclassificate EBDz 19-20. La 008, assieme alla rimorchiata 131, fu invece acquistata dalla Lima, società che produceva modellini ferroviari presso la quale furono allestite a museo aziendale visitabile all'interno dello stabilimento di Isola Vicentina fino alla sua chiusura. Un'altra rimorchiata, la n. 134, fu ceduta alla SEPSA di Napoli presso cui venne utilizzata come carrozza appoggio in composizione al proprio treno cantiere. L'elettromotrice 005 infine, assieme alla rimorchiata 132 e a un bagagliaio utilizzato come carro scudo, vennero dapprima acquisite dal Comitato per la Storia delle Ferrovie e Tranvie di Bologna, per essere successivamente cedute all'AICS di Belluno, che le accantonò all'aperto presso l'autoporto dell'Alpago una volta fallito l'obiettivo di restaurare il complesso ed esporlo presso la stazione FS per l'Alpago posta lungo la linea Vittorio Veneto-Ponte delle Alpi. L'unità 004, anch'essa assegnata alla LFI, venne demolita in seguito a un incidente, mentre il rimanente materiale fu demolito all'inizio del 1983. L'unità 001 fa bella mostra di sé come monumento a Valdagno.

### Locomotive e automotori da manovra
Per le manovre negli impianti sociali le FTV disponevano di tre caratteristici rotabili:
- la locomotiva 041 era un curioso esemplare ricavato a cura dell'OMS dalla trasformazione di un'automotrice Breda accorciata, dotata di motori General Motors recuperati da carri armati americani ed equipaggiata con 10 fanali e 6 respingenti[30]. L'unità sviluppava una potenza di 360 kW; il respingente centrale era utilizzato per la manovra del materiale a trazione elettrica, mentre quelli laterali per le automotrici utilizzate sulle linee per Bassano del Grappa e Noventa[31].
- l'automotore DE 051, costruito nel 1934, era un automotore a 2 assi di preda bellica di costruzione Borsig con trasmissione elettrica AEG tipo Köe, analogo ai coevi automotori FS del gruppo 213; il propulsore era un General Motors da 37 kW ricavato, come quelli della 041, da carri armati statunitensi M4 Sherman, montato nel 1947[14]. Nel 1985 tale rotabile fu ceduto anch'esso, assieme al carro FTV 167[32], alla LFI di Arezzo[33].
- l'automotore 062, di costruzione Badoni con motorizzazione Fiat era del tipo "sogliola", a 2 assi, con trasmissione a catene. Il propulsore erogava la potenza di 51 kW. Alienato nel 1951[14], il rotabile fu ceduto alla SEPSA[13].

Sulla rete FTV operava inoltre una locomotiva, di costruzione probabilmente artigianale, utilizzata per le manovre all'interno del raccordo Marzotto.

### Rimorchiate
Le 10 rimorchiate OMS erano suddivise in due gruppi: le unità 131-136 erano dall'origine di sola seconda classe, mentre le 171-175 entrarono in servizio come vetture miste di prima e seconda classe, per essere in seguito anch'esse convertite alla classe unica.
Ad esse si aggiunse nel 1955 un lotto di ulteriori 3 unità a cassa metallica costruite a cura delle stesse FTV nelle proprie officine sociali e classificate 121-123.
Completavano la dotazione del parco 3 bagagliai a 2 assi classificati 196-198.

### Materiale motore - prospetto di sintesi
| Unità   | Tipo                  | Caratteristiche              | Costruttore   | Note |
| ------- | --------------------- | ---------------------------- | ------------- | --- |
| 1÷4     | Locomotive a vapore   | A 3 assi                     | Foxwalker     | |
| 5       | Locomotiva a vapore   | A 2 assi                     | Foxwalker     | |
| 6       | Locomotiva a vapore   | A 2 assi                     | Winterthur    | |
| 7÷8     | Locomotive a vapore   | A 3 assi                     | Barklay       | |
| 9       | Locomotiva a vapore   | A 2 assi                     | Cerimedo & C. | |
| 9 (II)  | Locomotiva a vapore   | A 2 assi                     | Breda         | |
| ???     | Locomotiva a vapore   | ???                          | ???           | |
| 11      | Locomotiva a vapore   | A 3 assi                     | Borsig        | |
| ???     | Locomotiva a vapore   | ???                          | ???           | |
| 24÷26   | Locomotive a vapore   | A 3 assi                     | Henschel      | Acquisite per l'esercizio sulla Vicenza-Noventa-Montagnana                                                                         |
| ???     | Locomotiva a vapore   | ???                          | ???           | |
| 001÷009 | Elettromotrici        | A carrelli, rodiggio Bo' Bo' | OMS/TIBB      | 001 monumento a Valdagno; 004 ceduta alla LFI e demolita; 005 presso AICS Belluno, 006, 009 cedute alla LFI, 008 ceduta alla Lima. |
| 031÷033 | Locomotive elettriche | A carrelli, rodiggio Bo' Bo' | OMS/TIBB      | |
| 041     | Locomotiva            | A carrelli                   | Breda/OMS     | Ricavata da un'automotrice FS |
| 051     | Automotore            | Köf                          | Borsig/AEG    | Ceduto alla LFI |
| 061     | Automotore            | "Sogliola"                   | ABL/Fiat      | Ceduto alla SEPSA |

### Fonti a stampa
- Giorgio Chiericato, A tutto vapore. Le ferrovie e tramvie nel Veneto dal 1866 al 1900., Bonomo, Asiago, 2013. ISBN 978-88-908976-4-1
- Francesco Ogliari, Franco Sapi, Sbuffi di fumo. Storia dei trasporti italiani volumi 6° e 7°. Trentino-Alto Adige - Veneto - Friuli-Venezia Giulia, Milano, a cura degli autori, 1966.
- Giorgio Chiericato, Binari nel verde. Ferrovie e Tramvie Vicentine, Vicenza, 1991.
- Ettore Bassi, Binari dimenticati. Archeologia ferrotranviaria tra Vicenza, Noventa e Montagnana, Noventa Vicentina, Associazione Binari dimenticati, 2008.
- Hansjürg Rohrer, Il materiale motore delle ferrovie concesse e tranvie italiane. Die Triebfahrzeuge der italienischen Privatbahnen und Strassenbahnen, Frank Stenvall Förlag, Malmö, 1983. ISBN 91-7266-067-8.
- Enrico Bassi, Storie, Miti e Leggende di Tramvie e Ferrotramvie tra l'Alto e il Basso Vicentino, Noventa Vicentina, Associazione Binari dimenticati, 2011.

### Complementi
- Convenzione 25 gennaio 1919 fra la Provincia e la Società Tramvie Vicentine per la costruzione e l'esercizio della rete tramviaria, deliberazione 7 agosto 1918 del Consiglio provinciale, approvata dal Ministero dei LL. PP. (Ufficio speciale delle Ferrovie) e dalla Provincia di Vicenza. Vicenza, Stabilimento tipografico pontificio G. Rumor, 1919. Codice SBN VIA0151897. Conservato presso la Biblioteca civica Bertoliana di Vicenza.
- Relazione della Deputazione provinciale al Consiglio sulla domanda del Comune di Recoaro per un ulteriore concorso nella spesa di riduzione della strada provinciale Valdagno-Recoaro per adibirla a sede tramviaria, Vicenza, 25 gennaio 1908. Codice SBN VIA0151883. Conservato presso la Biblioteca civica Bertoliana di Vicenza.